# 鹿晗
鹿晗（ルハン、1990年4月20日）は、中国北京市海淀区出身の俳優、歌手、ダンサー。身長178cm、体重60kg。血液型O型。EXO、EXO-Mの旧メンバー。

## 概要

### 経歴
1990年4月20日、北京市海淀区生まれ。小学校は北京市英才教育学校（1999年度）卒業、中学校は初級中学北京市師達中学（2002年度）卒業、高校は北京市海淀外国語実験学校（2005年度）卒業。2008年に韓国留学し、延世大学校 韓国語学堂で朝鮮語を学び、韓国語能力試験(TOPIK)受験を経験した。2009年にソウル総合芸術学校医実用音楽芸術学部入学。留学当時、ソウル・明洞を歩いている際に声をかけられS.M.ENTERTAINMENTへ。2010年にS.M. Casting Systemを通し練習生になり、練習生として1年半を過ごす。SMのオーディションでは、韓国の男性歌手故キム・ヒョンシクの1986年発表曲『雨のように音楽のように』を歌唱。2011年12月27日、S.M.ENTERTAINMENT公式サイト、公式Weiboなどで写真とビデオが公開された。
2012年4月8日 EXO・EXO-Mのメンバーとしてデビューを果たす。
2014年10月10日に、S.M.ENTERTAINMENTに対し専属契約効力不存在の確認を求める訴訟をソウル中央地方法院に提訴しEXOを脱退、中国でソロ活動を開始。同年11月2日、中国映画『20歳よ、もう一度』の記者会見に出席。ソロとしてこの日初めて公の場に姿を現す。映画は2015年1月8日に公開され彼の銀幕デビュー作となった。本作では、ヒロインの孫である項前進（シャン・チェンチン）役を熱演し幅広い世代から支持されるように。彼の人気もあって、中国本土を始め、台湾、香港、アメリカなど世界中で配給。興行収入は3.6億元を超え、中韓合作映画としては中国国内で最高の興行収入を記録する。日本では2015年6月19日に全国公開された。同年11月19日、「2014百度Moments营销盛典(2014 Baidu Moments Conference)」に参加し、“最具价値男明星(最も価値のある男性スター賞) ”を受賞。12月2日、映画『20歳よ、もう一度』のテーマ曲『我們的明天(僕たちの明日)』を発表。12月6日、「2015爱奇艺之夜盛典(IQIYI NIGHT)」参加し、“亚洲人气偶像(アジア人気アイドル賞) ”を受賞する。続く12月10日、「2015土豆青春的选择年度盛典(Young Choice)」に参加し、“年度风云人物(Person of the Year) ”を受賞。
2015年1月9日、「Baidu 百度史记・2014 (BAIDU A RECORDER OF HISTORY)」に出席し、“年度人気王”を受賞、また北京マダム・タッソー蝋人形館への招待を受ける。1月15日、「2014微博之夜 微博King&Queen(Weibo Night Weibo King&Queen)」に出席し、“微博年度男神”と“微博King”をW受賞。1月20日、雑誌『ELLE China』表紙を飾り、史上初でELLEの表紙を飾った中国男性スターとなる。
2012年9月10日に自身の公式Weiboで欧州サッカーの動画をシェアして公開した投稿に、2014年8月には寄せられたコメントが1300万件を突破。マイクロブログのコメント数の最高記録を打ち立てた。その後コメント数が1億件を突破し、2015年9月2日には1億25万2605件となりギネスに認定された。そして2015年9月25日 ソロ活動を開始して初となるアルバム『Reloaded』のショーケースを開催し、その場で2度目の認定証書を受け取った。また、2016年3月26日、ルハン・リローデッド北京コンサートで「Largest gathering of people wearing antlers（鹿のツノを一斉につけた最多人数）」という記録を更新し、3度目のギネス公式認定証を授与された。
2015年2月4日、ピーター・チャン監督の香港映画『ラブソング』の主題歌であるテレサ・テンの大ヒット曲「甜蜜蜜」をカバーすることを発表。3月2日にチャン・イーモウ監督の映画『グレートウォール』に、同月13日に楊冪（ヤン・ミー）と映画『見えない目撃者』に参加。4月18日、「第五届北京国際電影節」に出席し、“年度新人(今年の新人)”に選ばれる。5月19日、「第22届北京大学生電影節」の閉会式に出席し、“最受欢迎男演员(最も親しまれた男性俳優)”に選ばれる。同年7月6日、2022年北京冬季オリンピック招致のテーマ曲『请到长城来滑雪』のMVを公開する。同月28日、大人気バラエティ番組『奔跑吧兄弟 第三季(走れ兄弟シーズン3)』に正式加入する。9月10日には、ソロ1stミニデジタルアルバム『Reloaded I』がQQ音乐で予約開始されると、1時間で35万枚、初日で88万枚、5日間で100万枚が販売された。同月25日、ソロコンサートを開催する。同年10月30日、主演映画『見えない目撃者』が中国国内で公開される。本作では男性主役である林冲（リン・チョン）を演じ、2.15億元の興行収入を記録する。日本では2016年4月1日に全国公開された。2015年11月16日、アルバム曲の1つである『勋章(Medals)』がbillboard中国Vチャートの第1期で1位を獲得する。同月26日に新曲『海底(Deep)』が映画『カンフー・パンダ3』の公式タイアップ曲に決定し、12月1日には新曲『原动力(The Inner Force)』が映画『スター・ウォーズ/フォースの覚醒』の公式タイアップ曲に決定し、この映画の中国大使オフィシャルアンバサダーを務める。同日に2ndミニデジタルアルバム『Reloaded II』が発売。同月8日、ソロ1st音盤アルバム『Reloaded(重启)』が、中国国内で予約開始され、2時間で2万枚を突破する。また日本のタワーレコード デイリー予約ランキングでは、12日・13日の両日で、多くの有名アーティストを抑え堂々の1位を獲得する。
2016年1月7日、北京マダム・タッソー蝋人形館にて、自身の蝋人形が公開される
。同月15日、ソロ1st音盤アルバム『Reloaded(重启)』の豪華版が音悦台にて限定1万セットのみ販売となり、予約開始から89秒で完売となる。2月14日、3rdミニデジタルアルバム「Reloaded+」が予約開始9分で10万枚を突破し、同月18日発売のコンサートチケットは予約開始32秒で完売した。また同月29日には、大人気バラエティ番組『奔跑吧兄弟 第四季(走れ兄弟シーズン4)』の継続出演が決定した。同年3月10日、ウェブバラエティで初の冠番組『你好, 是鹿晗吗？(こんにちは、鹿晗ですか？)』が放送される。同月26日から、自身初となる中国国内ソロツアー“Reloaded”が行われる。開催されたのは、北京・上海・広州の3都市。4月10日、「第四届音悦V榜」で“内地年度最佳男歌手(中国国内年間最優秀男性歌手賞)”と“内地年度专辑(中国国内年間アルバム賞)”に選ばれ、アルバム『Reloaded(重启)』はIFPIからプラチナアルバムに認定される。同月19日、izzue とコラボした『izzue×LuHan 2016春夏コレクション』が北京と上海にある2店舗にて発売開始し大盛況となる。5月21日、ソロ1stミニデジタルアルバム『Reloaded I』が200万枚を突破し、ダブルダイヤモンド認証を獲得する。6月9日には300万枚を突破し、ゴールデンダイヤモンド認証をも獲得した最初のデジタルアルバムとなる。同年8月5日に主演映画『タイム・レイダーズ』が中国国内で公開される。本作では主役である吴邪（ウー・シエ）を演じ、10億元の興行収入を記録した。日本では「2016 東京中国映画週間」の上映作品に選ばれ、2016年10月23日・28日にTOHOシネマズ日本橋にて上映された。同年7月19日にS.M.ENTERTAINMENTと正式に和解、7月21日に鹿晗工作室公式WeiboとS.M.ENTERTAINMENT双方から合意到達の声明が出された。同年10月21日に4thミニデジタルアルバム『Xperience』が発表され、同日23日に新曲の『Catch me when I fall』のMVが公開される。11月24日には自身初となる中国国内ソロツアー“Reloaded ”のDVDが中国国内で発売となる。日本でも台湾版が12月上旬からタワーレコードやHMVなどで販売される。同年12月3日、「2017尖叫之夜」に出席し、“亚洲全能艺人(アジアオールラウンドアーティスト賞)”を受賞する。同月8日、「2016年度人物荣誉盛典」に出席し、“2016年度演艺人物(アーティストオブザイヤ―賞)”を受賞する。同月10日「腾讯星光大赏」に出席し、“亚洲全能艺人(アジアオールラウンドアーティスト賞)”を受賞する。同月16日には映画『グレートウォール』が中国国内で公開。同月21日には特別出演した映画『摆渡人』のMV『让我留在你身边』が公開され、翌々日の23日にこの映画が中国国内で公開。『グレートウォール』は日本でも2017年4月14日に全国公開された。同月27日に5thミニデジタルアルバム『Xplore』で新曲『Winter Song』と『Skin to skin』がQQ音楽などで発売。同アルバムのカバーカットと『Winter Song』MVは日本人の蜷川実花が撮影した。
2017年、初のドラマ『擇天記 〜宿命の美少年〜』が公開予定。同年10月8日、自身のWeiboに中国の女優関暁彤（グァン・シャオトン）のIDを付記し恋人として紹介した。

## 出演

### 映画
- 20歳よ、もう一度（2015年）
- 見えない目撃者（2015年）
- タイム・レイダーズ（2016年） ※2016東京・中国映画週間で上映
- グレートウォール（2016年）
- 上海要塞（2019年）

### テレビドラマ
- 擇天記〜宿命の美少年〜（2016年）
- スウィートコンバット〜恋の接近戦〜（2017年）
- 逃れられない運命-在劫難逃-（2020年）
- クロスファイア（2020年）